# Soisy-sous-Montmorency
Pour les articles homonymes, voir Soisy.
Soisy-sous-Montmorency est une commune française située dans le département du Val-d'Oise en région d'Île-de-France.

## Géographie

### Situation
La ville se situe dans la vallée de Montmorency, à 12 km au nord des portes de Paris. Elle s'étend sur trois kilomètres environ des rives du lac d'Enghien, au sud, à l'orée de la forêt de Montmorency, au nord sur les coteaux.
La ville se trouve dans l'aire d'attraction de Paris, ainsi que son unité urbaine et son bassin de vie. Par ailleurs, elle fait partie de la zone d'emploi de Roissy

### Communes limitrophes
Les communes limitrophes sont Andilly, Eaubonne, Enghien-les-Bains, Montmorency et Saint-Gratien.
|               | Andilly                |             |
| Eaubonne      | Soisy-sous-Montmorency | Montmorency |
| Saint-Gratien | Enghien-les-Bains      |             |

### Hydrographie

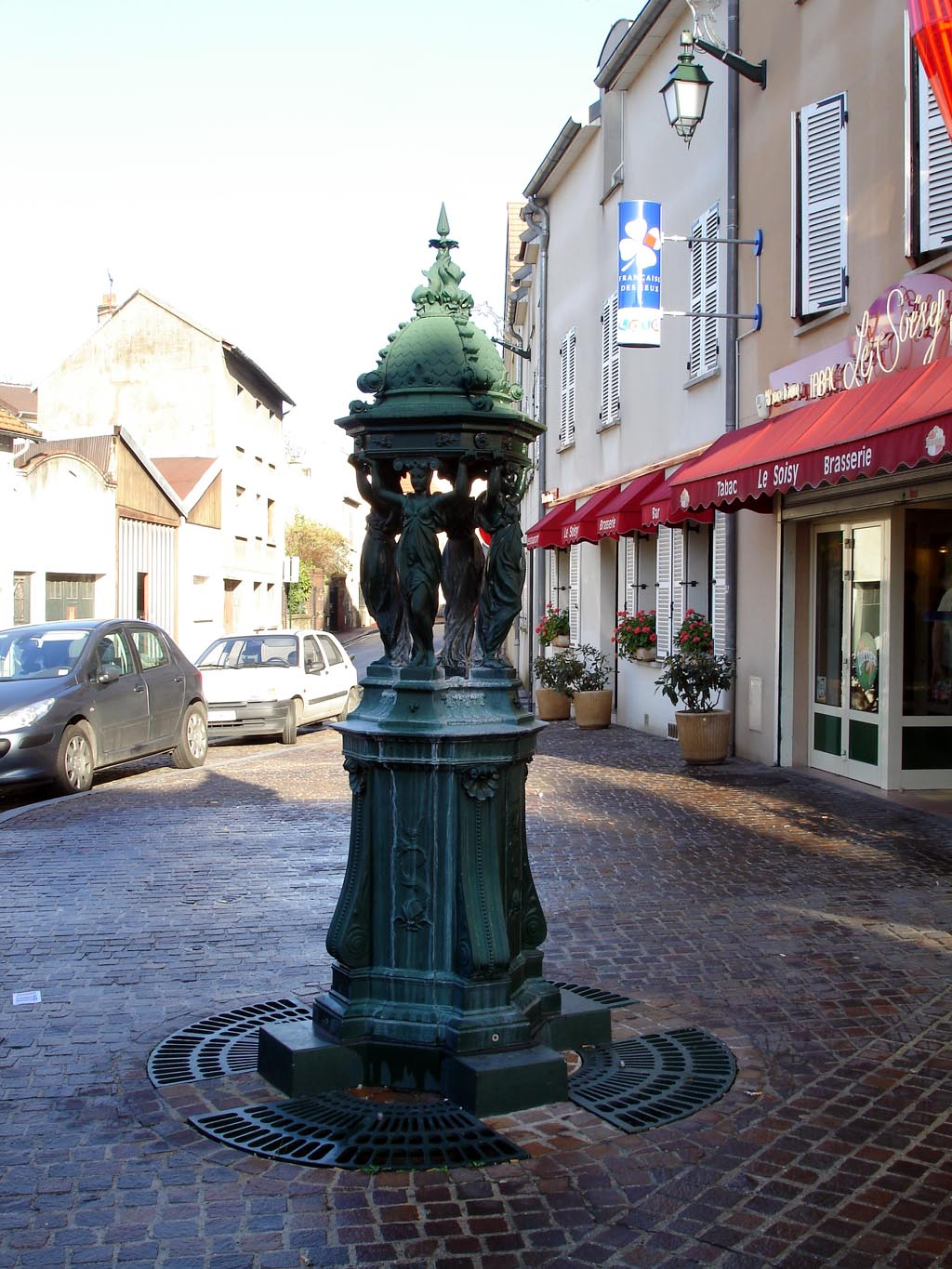
Fontaine Wallace place Sestre

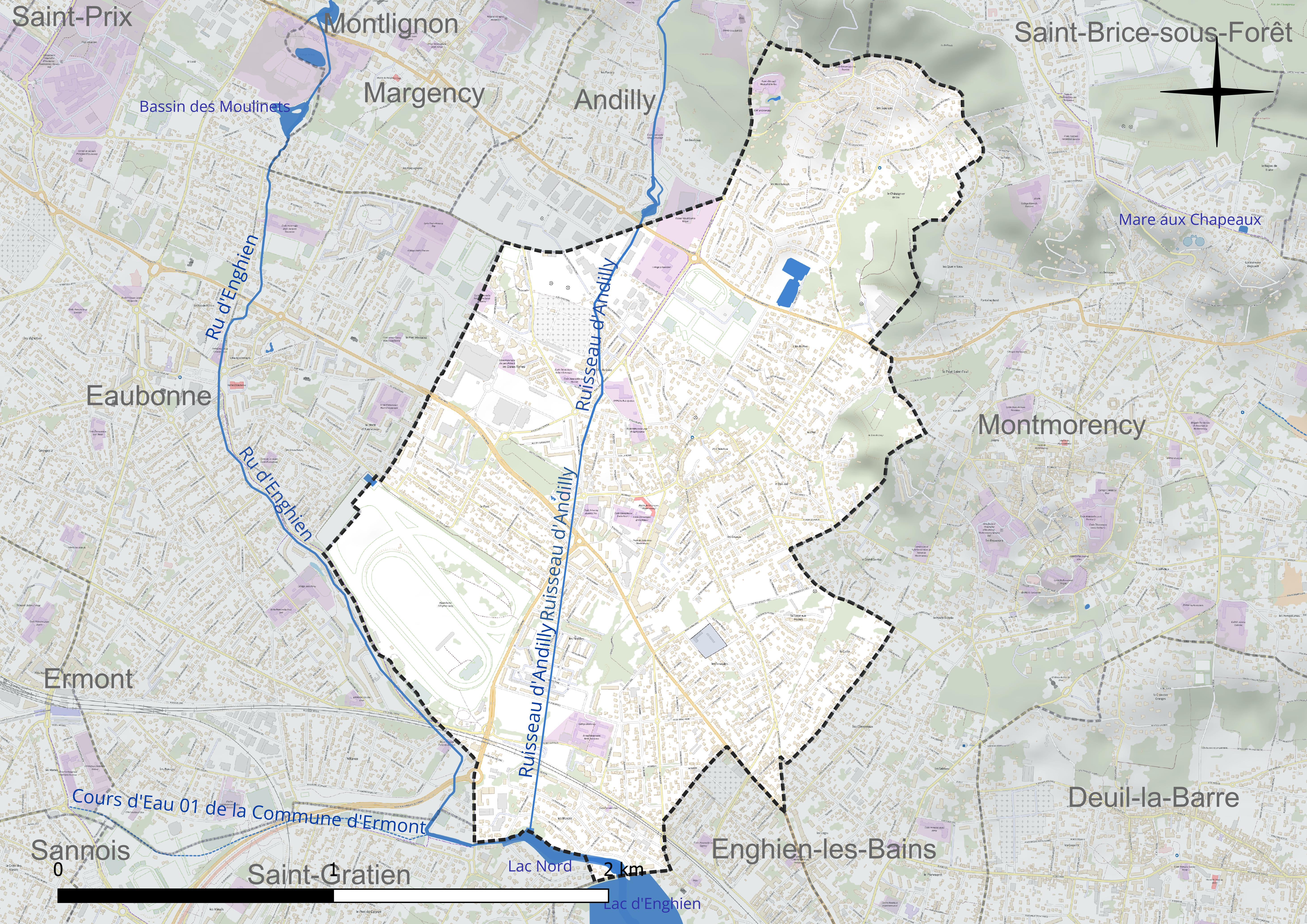
Carte hydrographique de la commune.

Le territoire communal est traversé par deux petits cours d'eau : le ruisseau d'Andilly et le ru Saint-Valéry. 

D'une longueur de 3,2 kilomètres, le ruisseau d'Andilly naît à proximité du village d'Andilly et se jette dans le rue d'Enghien, affluent du lac d'Enghien puis de la Seine, après avoir traversé le sud de la commune d'Andilly et du nord au sud le territoire de Soisy-sous-Montmorency, en souterrain pour l'essentiel. Il alimente une petite pièce d'eau à la limite d'Andilly et Soisy. Le ru Saint-Valéry naît en haut du boulevard de l'Orangerie à Montmorency, longe la rue de la Fosse-aux-Moines avant de rejoindre à Soisy le ruisseau d'Andilly où ils forment ensemble le ruisseau des Trois-Communes qui se déverse dans le rue d'Enghien formant à cette hauteur le Lac Nord ou Petit lac, extension septentrionale du lac d'Enghien.

### Climat
Pour des articles plus généraux, voir Climat de l'Île-de-France et Climat du Val-d'Oise.
En 2010, le climat de la commune est de type climat océanique dégradé des plaines du Centre et du Nord, selon une étude du CNRS s'appuyant sur une série de données couvrant la période 1971-2000. En 2020, Météo-France publie une typologie des climats de la France métropolitaine dans laquelle la commune est dans une zone de transition entre le climat océanique et le climat océanique altéré et est dans la région climatique  Sud-ouest du bassin Parisien, caractérisée par une faible pluviométrie, notamment au printemps (120 à 150 mm) et un hiver froid (3,5 °C).
Pour la période 1971-2000, la température annuelle moyenne est de 11,5 °C, avec une amplitude thermique annuelle de 15,4 °C. Le cumul annuel moyen de précipitations est de 670 mm, avec 10,3 jours de précipitations en janvier et 7,7 jours en juillet. Pour la période 1991-2020, la température moyenne annuelle observée sur la station météorologique la plus proche, située sur la commune de Bonneuil-en-France à 10 km à vol d'oiseau, est de 12,1 °C et le cumul annuel moyen de précipitations est de 616,3 mm,. Pour l'avenir, les paramètres climatiques de la commune estimés pour 2050 selon différents scénarios d'émission de gaz à effet de serre sont consultables sur un site dédié publié par Météo-France en novembre 2022.

## Urbanisme

### Typologie
Au 1er janvier 2024, Soisy-sous-Montmorency est catégorisée grand centre urbain, selon la nouvelle grille communale de densité à sept niveaux définie par l'Insee en 2022.
Elle appartient à l'unité urbaine de Paris, une agglomération inter-départementale regroupant 407  communes, dont elle est une commune de la banlieue,,.
Par ailleurs la commune fait partie de l'aire d'attraction de Paris, dont elle est une commune du pôle principal,. Cette aire regroupe 1 929 communes,.

### Occupation des sols

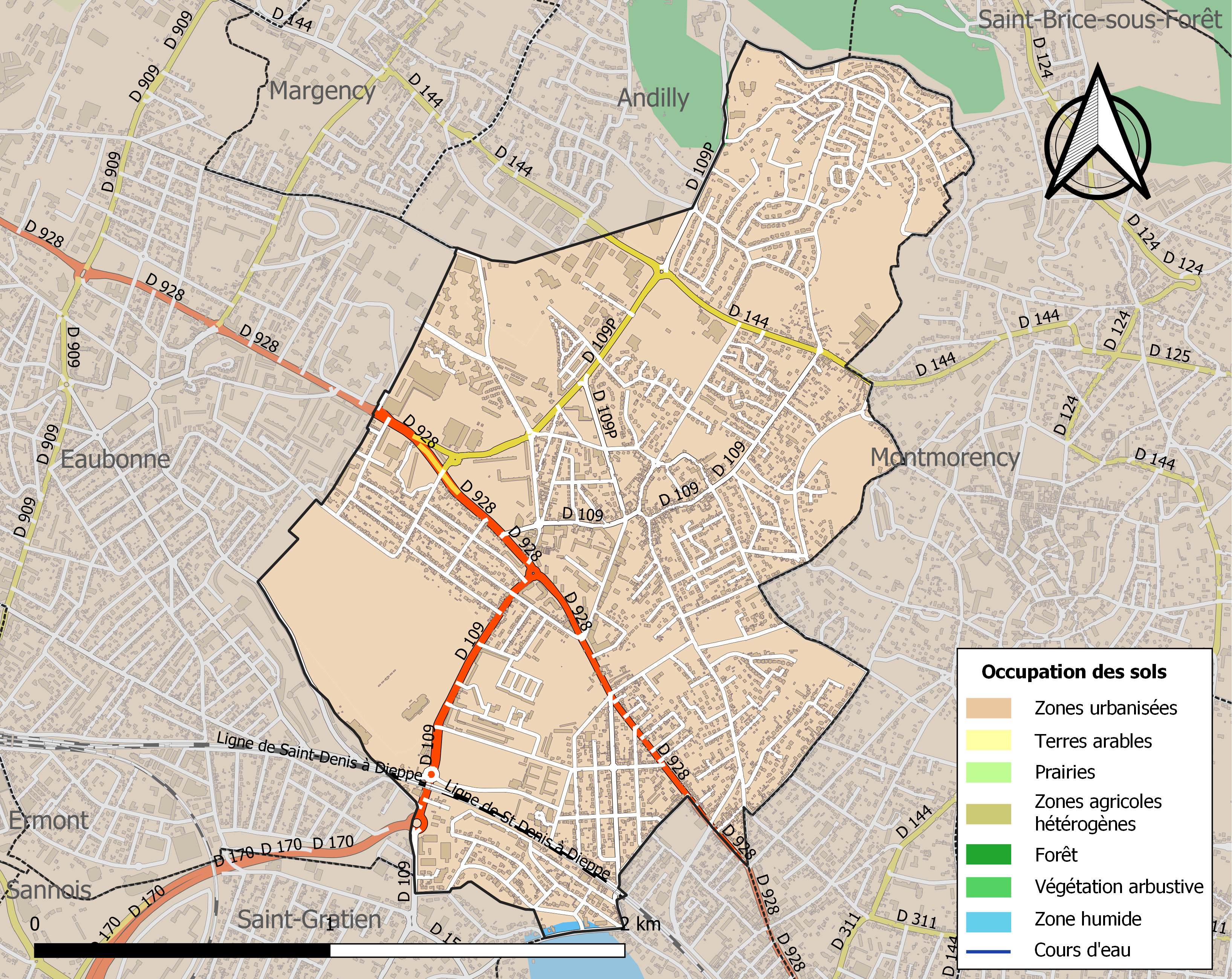
Carte des infrastructures et de l'occupation des sols de la commune en 2018 (CLC).

### Habitat et logement
En 2021, le nombre total de logements dans la commune était de 7 997, alors qu'il était de 7 920 en 2016 et de 7 676 en 2011.
Parmi ces logements, 92,4 % étaient des résidences principales, 1,3 % des résidences secondaires et 6,3 % des logements vacants. Ces logements étaient pour 39,2 % d'entre eux des maisons individuelles et pour 59,9 % des appartements.
Le tableau ci-dessous présente la typologie des logements à Soisy-sous-Montmorency en 2021 en comparaison avec celle du Val-d'Oise et de la France entière. Une caractéristique marquante du parc de logements est ainsi la faible proportion des résidences secondaires et logements occasionnels (1,3 %) par rapport au département (1,5 %) et à la France entière (9,7 %).
| Typologie                                               | Soisy-sous-Montmorency | Val-d'Oise | France entière |
| ------------------------------------------------------- | ---------------------- | ---------- | -------------- |
| Résidences principales (en %)                           | 92,4                   | 92,4       | 82,2           |
| Résidences secondaires et logements occasionnels (en %) | 1,3                    | 1,5        | 9,7            |
| Logements vacants (en %)                                | 6,3                    | 6          | 8,1            |

La commune respecte les obligations qui lui sont faites par l'article 55 de la loi SRU de disposer d'au moins 25 % de son parc de résidences principales constituées de logements sociaux

### Voies de communication et transports

#### Voies routières
La commune est facilement accessible de l'autoroute A 15, à 3 km, grâce au Boulevard intercommunal du Parisis, et se situe à moins de 15 min des portes de Paris par la route.
Les voies les plus importantes qui traversent la commune sont trois routes départementales.
La route départementale 928 (ex-RN 328) relie Saint-Denis à Hérouville, sur le plateau du Vexin français. Elle suit en permanence une direction nord-ouest et traverse successivement Villetaneuse et Deuil-la-Barre avant de former la limite communale entre Montmorency et Enghien-les-Bains au sud, puis traverse Soisy-sous-Montmorency en son centre, Eaubonne et plusieurs autres communes de la vallée de Montmorency avant de traverser l'Oise entre Méry-sur-Oise et Auvers-sur-Oise.
La route départementale 144 relie Montmorency à Saint-Leu-la-Forêt. Elle traverse le tiers septentrional de la commune et se poursuit vers l'ouest à travers Andilly, Margency et le nord de la vallée de Montmorency.
La route départementale 109 relie Argenteuil à Soisy puis devient la D 109 prolongée jusqu'à Domont où elle rejoint la D 124. Elle traverse la commune dans toute sa longueur du sud au nord, de la limite de Saint-Gratien au quartier des Sources.
Ces différentes infrastructures terrestres ont un impact relativement limité en termes de pollution sonore selon la réglementation. Les principales voies routières sont classées de catégorie 3 ou 4, de niveau modéré.
En revanche deux infrastructures sont classées de catégorie 2 (élevée). La première est la voie ferrée Paris-Pontoise qui traverse le sud de la commune. L'impact sonore reste pourtant modéré vu le trafic exclusivement de banlieue (aucun train de grandes lignes ni de marchandises en situation normale). La seconde est le boulevard intercommunal du Parisis, en projet, dont la réalisation devrait commencer en 2010. Cette voie urbaine à deux fois deux voies qui coupera la ville en deux aura, une fois construite, un impact élevé en matière de pollution sonore et atmosphérique. Elle provoque par ailleurs un effet de coupure dans la trame urbaine de la ville.

#### Transports en commun

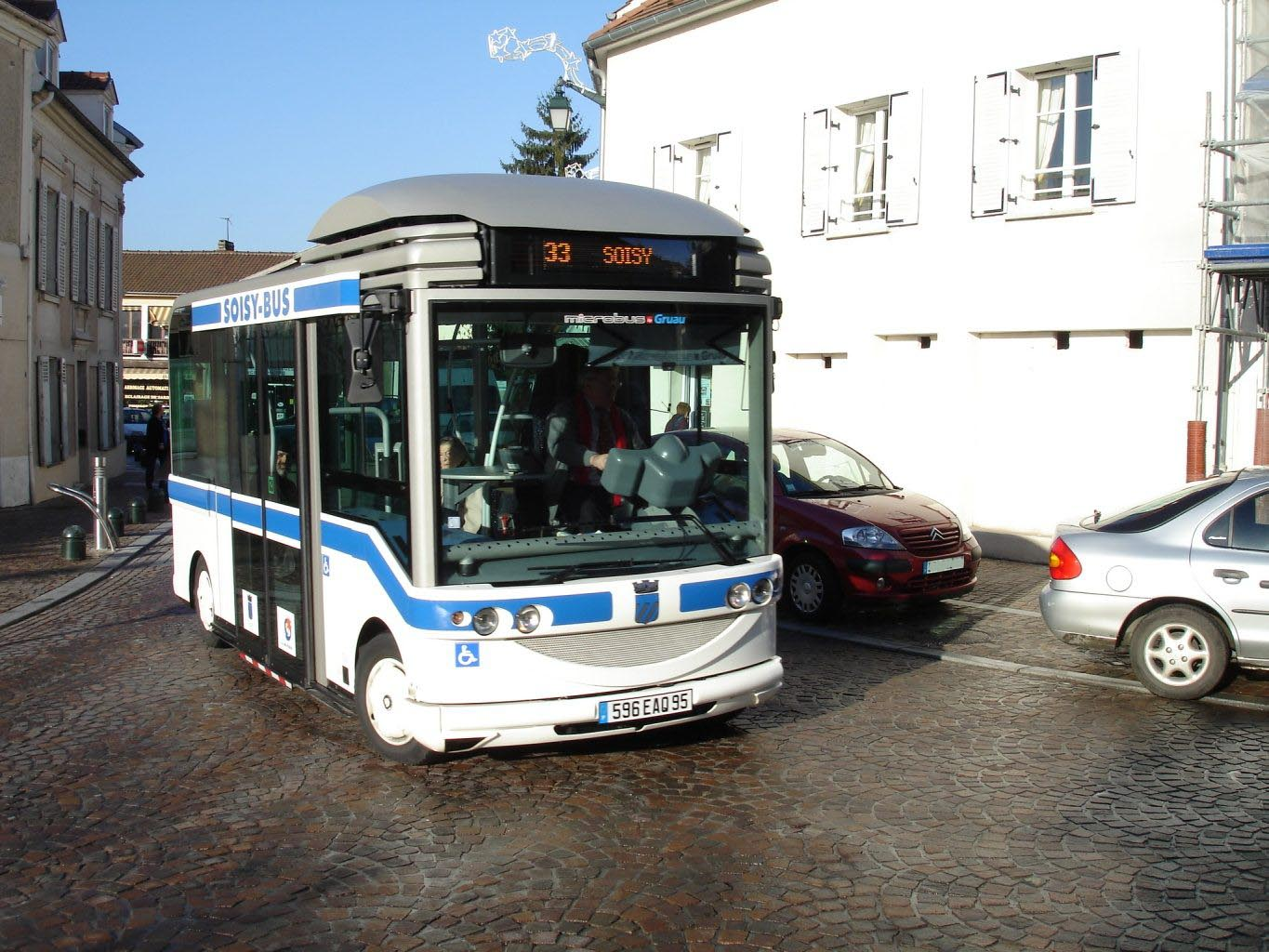
Le « Soisybus », rue de Montmorency.

Soisy-sous-Montmorency est desservie par la gare du Champ de courses d'Enghien, sur le réseau Transilien Paris-Nord, branches Paris-Nord — Pontoise/Persan-Beaumont. La gare est desservie à raison d'un train omnibus tous les 15 minutes en heures creuses et à la même fréquence en heures de pointe, les trains devenant en revanche semi-directs. Il faut de 14 à 18 min de trajet à partir de la gare du Nord.
La ville est desservie par le réseau de bus de la Vallée de Montmorency qui la relie aux communes voisines ainsi qu'aux gares d'Enghien-les-Bains et d'Ermont - Eaubonne, lignes 1510, 1511, 1512, 1514, 1516, 1520, 1527 ainsi que par un minibus de desserte communale, la ligne 1533.

## Toponymie
Attesté sous le nom Soziacum, Choisiacum, Sosiacum in Francia, Soisiaco en 1110, Soisi vers 1205, Sosoi en 1293, Soisy sous Enghien.
Soisy est dérivé du latin Sosiacus, adjectif s’appliquant à une villa qui aurait appartenu à un homme appelé Sosius.
Le toponyme est cité en 1110, dans un parchemin qui atteste les Montmorency comme seigneurs du village.
Le même nom se retrouve dans deux communes du département de l'Essonne.

## Histoire

### Antiquité
Le passé gallo-romain est seulement visible dans la présence d'une voie dite romaine qui occupait l'axe de la vallée de Montmorency. Cette voie importante se trouvait sur l'itinéraire de Paris à Rouen, via Saint-Denis et Pontoise et on en retrouve le tracé dans les « chaussées Jules César » utilisées comme nom de rue à Eaubonne et Franconville au NO.
Situé en partie sur les pentes de la grande colline qui porte la forêt de Montmorency, son terroir a été favorable à la vigne et aux arbres fruitiers. La partie basse, au fond de la large vallée de Montmorency était marécageuse si bien que l'agglomération principale a dû s'établir au pied des premières pentes.

### Moyen Âge
Le nom de la paroisse est mentionné sous la forme « Sosoi » en 1110 dans un acte d'un seigneur de Montmorency par lequel est fait don à l'abbaye Saint-Florent de Saumur des revenus du four banal. . On estime généralement qu'il serait dérivé de Sosiacus lui-même venant du nom romain Sosius.
Au Moyen Âge, plusieurs fiefs sont établis dans la paroisse, l'un d'entre eux est celui des seigneurs éponymes. C'est un Jean de Soisy qui vend à Louis XIII le terrain de Versailles sur lequel celui-ci fait construire un pavillon de chasse, prémices du palais royal à venir.
Le dernier seigneur de la lignée des Soisy a été tué en 1703 par les rebelles protestants du Languedoc.
L'abbaye de Saint-Denis a aussi possédé des terres à Soisy comme dans toute la région et un lieudit la Fosse-aux-moines est peut-être la trace d'un vivier destiné à l'élevage des poissons pour le Carême.

### Temps modernes

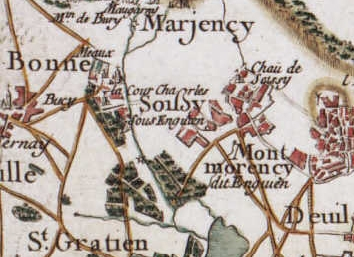
Soisy vers 1780 (carte de Cassini).

Le village ne comptait que vingt feux en 1470 ; ils sont soixante-dix-sept lors du dénombrement de 1709, soit environ trois-cents habitants.
Au XVIIIe siècle, le développement de l'agglomération parisienne induit, d'une part, la création d'exploitations maraîchères et, d'autre part, à la construction de châteaux et de villas de plaisance pour les classes aisées. Il en reste fort peu de témoignages.

### Époque contemporaine
La mise en service du chemin de fer de Paris à Pontoise en 1846 permet la création d'une halte qui prendra le nom de Champ-de-courses d'Enghien quand un hippodrome est établi en 1860 en partie sur Soisy et en partie sur Eaubonne.
Car, en 1850 est créée la commune d'Enghien-les-Bains aux dépens des communes voisines : Soisy perd un large territoire qui allait jusqu'au bord du lac d'Enghien près duquel, en 1766, des sources sulfureuses avaient été trouvées par le père Louis Cotte, oratorien et futur curé de Montmorency (appelée d'ailleurs Anghien à cette époque).
Le XIXe siècle est marqué par le développement du quartier proche d'Enghien et par l'exploitation du gypse qui affleure en bancs épais à mi-hauteur de la colline. Des carrières accompagnées de plâtrières seront exploitées jusqu'à la fin du XXe siècle.
Durant le siège de Paris en 1870, le quartier général du IVe corps prussien fut installé à Soisy.

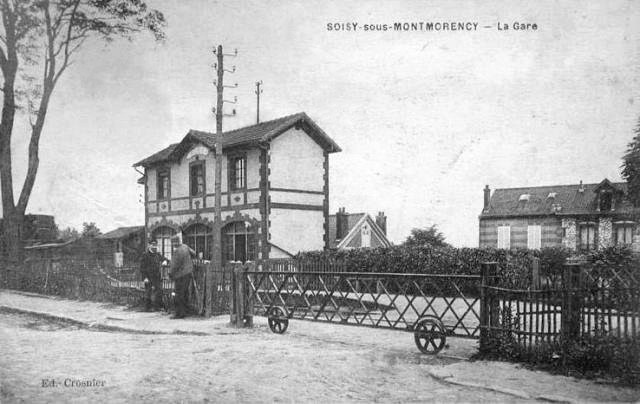
La gare de Soisy en service.

Une ligne de chemin de fer sur un parcours escarpé est créée en 1866 pour relier Enghien à Montmorency.
Deux haltes, la gare de Soisy (1871) et la Pointe-Raquet (1895) contribueront à l'urbanisation de leurs quartiers. Le train composé de wagons poussés à la montée par une locomotive à vapeur est surnommé le Refoulons. Le service cesse en juin 1954.
Au XIXe siècle, les cultures évoluent fortement : la vigne qui occupait 54 ha vers 1780 n'en occupe plus que 10 en 1901, tandis que se développent le maraîchage et l'arboriculture (pommes, poires, cerises, prunes) en raison de la proximité de l'agglomération parisienne.

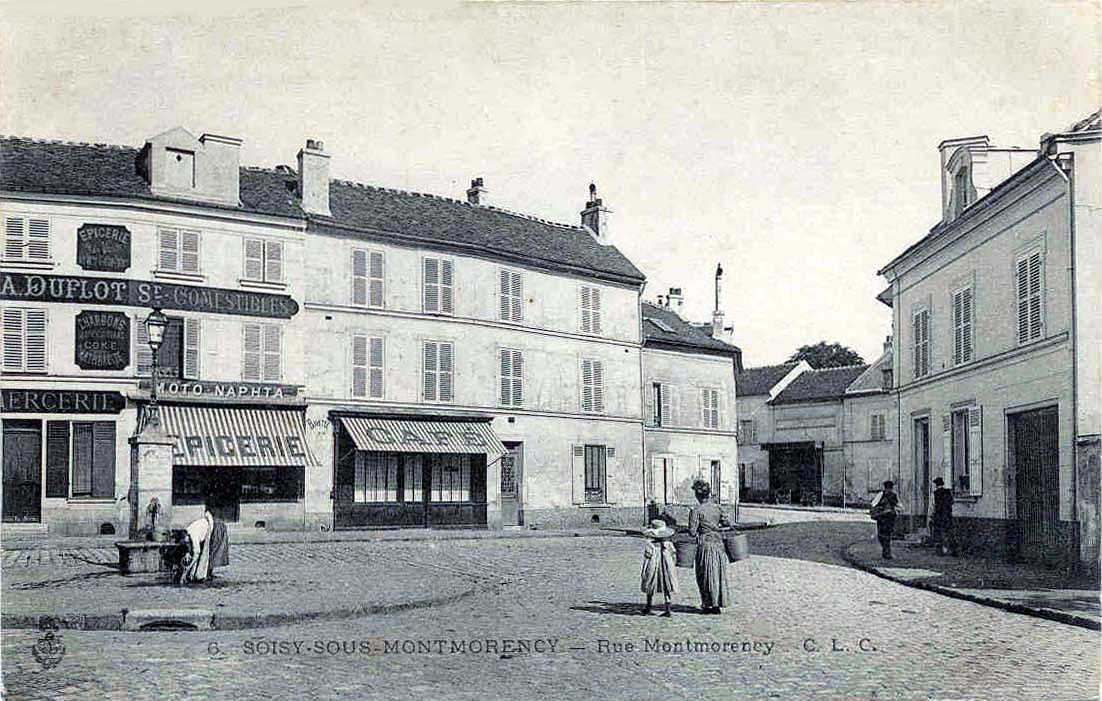
Soisy-sous-Montmorency - La rue de Montmorency vers 1900

La loi Loucheur en 1921 provoque une nouvelle vague de constructions qui feront croître la population jusqu'à 7 000 habitants en 1954 et 13 000 en 1964.
Le développement de l'habitat à loyers modérés (HLM) , d'abord près de la halte du champ de courses, puis en limite d'Eaubonne gonfle la population qui triple en 20 ans.
À la fin du siècle disparaissent les activités agricoles, puis industrielles comme celles des usines Rincheval (mécanique) et Bernard (fonderies).
La commune, bien que devenue l'une des nombreuses communes-dortoir de Paris voit son activité commerciale se renforcer dans une grande zone de magasins, tandis que le vieux centre, composé d'anciennes fermes difficiles à restaurer est réhabilité en respectant l'aspect et le volume.

## Politique et administration

### Rattachements administratifs et électoraux

#### Rattachements administratifs
Antérieurement à la loi du 10 juillet 1964, la commune faisait partie du département de Seine-et-Oise. La réorganisation de la région parisienne en 1964 fit que la commune appartient désormais au département du Val-d'Oise après un transfert administratif effectif au 1er janvier 1968. Elle fait partie de l'arrondissement de Sarcelles.
Soisy-sous-Montmorency a fait partie de 1793 à 1967 du canton de Montmorency de Seine-et-Oise. Lors de la mise en place du Val-d'Oise, la commune devient en 1967 le chef-lieu du Canton de Soisy-sous-Montmorency. Dans le cadre du redécoupage cantonal de 2014 en France, cette circonscription administrative territoriale a disparu, et le canton n'est plus qu'une circonscription électorale.

#### Rattachements électoraux
Pour les élections départementales, la commune fait partie depuis 2014 d'un nouveau  canton de Montmorency , dont la composition est alors modifiée, passant de 2 à 6 communes..
Pour l'élection des députés, elle fait partie de la sixième circonscription du Val-d'Oise.

### Intercommunalité
La ville était le siège de la Communauté d'agglomération de la vallée de Montmorency (CAVAM), un établissement public de coopération intercommunale (EPCI) à fiscalité propre créé en 2002 et auquel la commune avait transféré un certain nombre de ses compétences, dans les conditions déterminées par le code général des collectivités territoriales.
Dans le cadre de la mise en œuvre de la loi MAPAM du 27 janvier 2014, qui prévoit la généralisation de l'intercommunalité à l'ensemble des communes et la création d'intercommunalités de taille importante, la CAVAM fusionne avec sa voisine pour former le 1er janvier 2016 la communauté d'agglomération Plaine Vallée dont Soisy est désormais membre.

### Tendances politiques et résultats

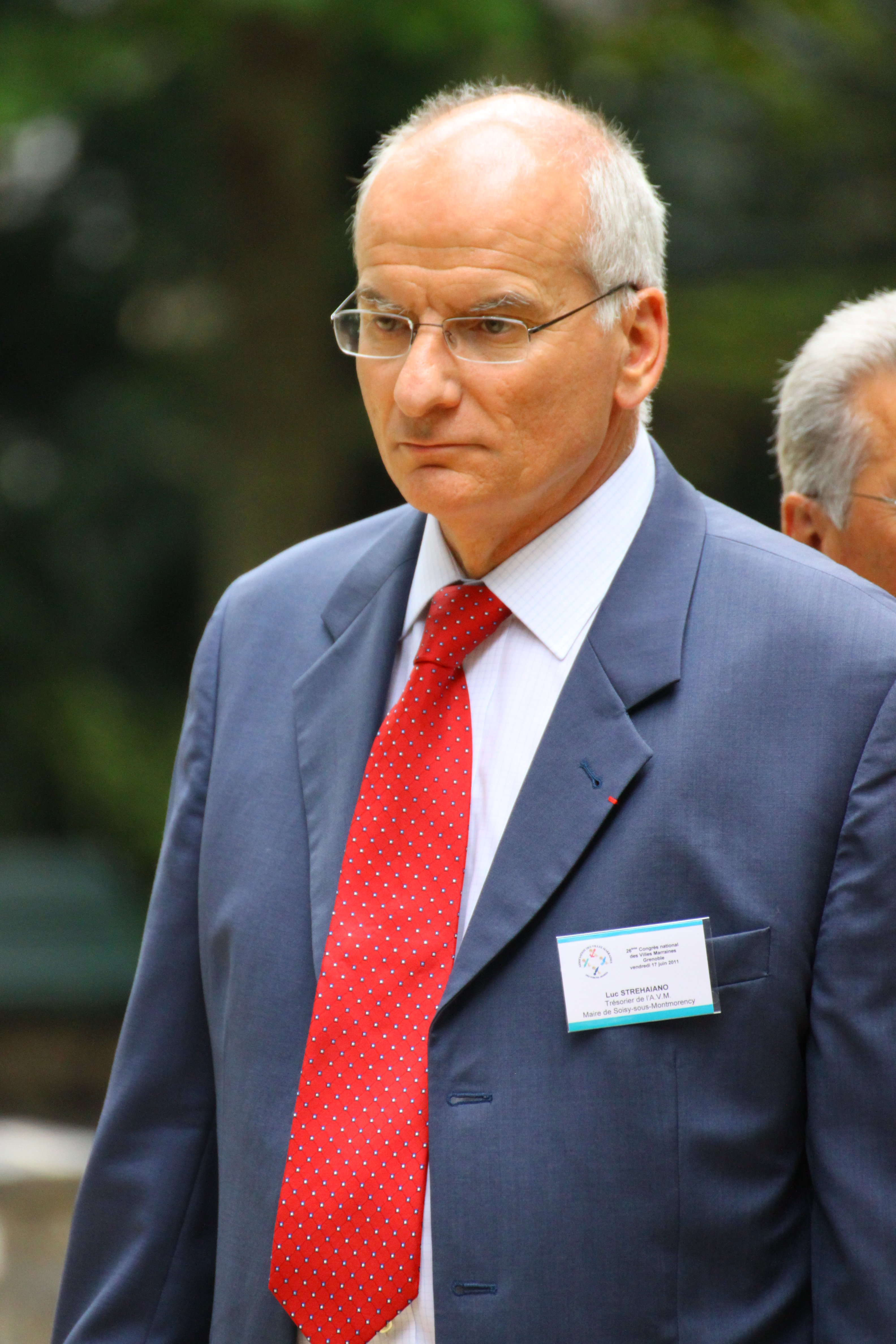
Luc Strehaiano, maire de Soisy-sous-Montmorency depuis 1995.

Politiquement, Soisy-sous-Montmorency est une commune de droite.
Au référendum sur le traité constitutionnel pour l’Europe du 29 mai 2005, les Soiséens ont approuvé à une nette majorité la Constitution Européenne, avec 55,89 % de Oui contre 44,11 % de Non avec un taux d’abstention de 33,38 % (France entière : Non à 54,67 % ; Oui à 45,33 %). Ces chiffres sont contraires à la tendance départementale du Val-d'Oise (Non à 53,47 % ; Oui à 46,53 %) mais légèrement supérieurs aux résultats franciliens (Oui 53,99 % ; Non 46,01 %).
À l’élection présidentielle de 2007, le premier tour a vu se démarquer en tête Nicolas Sarkozy avec 38,12 %, suivi par Ségolène Royal avec 24,56 %, François Bayrou avec 20,26 %, Jean-Marie Le Pen avec 7,87 %, enfin Olivier Besancenot avec 3,00 %, aucun autre candidat ne dépassant le seuil des 2 %. Le second tour a vu arriver largement en tête Nicolas Sarkozy avec 57,27 % (résultat national : 53,06 %) contre 42,73 % pour Ségolène Royal (national : 46,94 %).
Les Soiséens ont déjà voté en majorité à gauche, notamment lors d'élections européennes. En 1999, la liste socialiste « Construisons notre Europe » de M. François Hollande arrive en tête avec près de 18,51 % des suffrages, juste devant la liste « Rassemblement pour la France » de M. Charles Pasqua qui récolte 14,89 % des voix, et celle de M. Nicolas Sarkozy « L'union pour l'Europe » avec 13,05 %. Cela se confirme en 2004, avec près de 24,39 % des voix pour la liste socialiste de M. Harlem Désir, devançant ainsi la liste de droite de M. Patrick Gaubert, ne récoltant que 20,56 % des suffrages.
Le meilleur score de la gauche, toute élection confondue, a été obtenu lors des élections cantonales de 1994 où le socialiste Alain Verdy l'avait emporté sur la commune avec 51,32 % des suffrages face au maire de l'époque, Roger Faugeron, mais il n'avait pas été élu conseil général. En effet sur le Canton de Soisy-sous-Montmorency qui comprend également les villes d'Andilly et de Margency, réputées plus à droite que Soisy, le score final du candidat socialiste a été de 48,68 % des voix.
En mars 2008, Luc Stréhaiano, UMP, est élu maire pour un troisième mandat, à la suite du premier tour des élections municipales avec un résultat pour sa liste à hauteur de 68 % des suffrages exprimés face à une seule autre liste, divers gauche « Soisy pour Tous ! ».
Lors des élections régionales de 2010 la liste de l'union de la gauche et des écologistes de Jean-Paul Huchon obtient 47,87 % des suffrages contre 52,13 % à la candidate UMP, Valérie Pécresse (Île-de-France : Huchon 56,69 % ; Pecresse 43,31 %). Une hausse de 4,4 % pour la gauche par rapport aux élections régionales de 2004 où elle avait obtenu 43,49 % des voix. Lors de l'élection présidentielle de 2012, Nicolas Sarkozy l'emporte dans cette commune avec 53,11 % des suffrages exprimés. Aux élections municipales de 2014, la liste du maire sortant, Luc Stréhaiano, UMP, l'emporte nettement avec 62,36 % des suffrages exprimés.

### Politique locale
Le mandat municipal 2014-2020 est marqué par plusieurs affaires judiciaires entourant le maire de la commune, Luc Strehaiano, et des membres de son équipe municipale ;
- Le 26 juillet 2016, une plainte a été adressée au procureur de la République de Pontoise pour des soupçons de détournement de fonds publics, prise illégale d'intérêts, favoritisme ou encore saucissonnage dans l'attribution de marchés publics dont un concernant la société Bygmalion[33],[34].

- Le 18 décembre 2017, le tribunal administratif de Cergy-Pontoise a condamné vingt élus, dont le maire, à rembourser plus de 528 000 euros d'indemnités perçues illégalement de 2014 à 2017[35]. Cela est la conséquence de l'annulation par le juge administratif de la délibération du conseil municipal du 28 avril 2014 qui octroyait des indemnités aux élus en raison de l'absence du tableau récapitulatif des indemnités qui devait présenter des montants perçus en euros par chaque élu[36].

- Le 5 octobre 2020, Luc Strehaiano, le Maire de Soisy, a été jugé devant le tribunal judiciaire de Pontoise pour favoritisme et saucissonnage dans le cadre de l'attribution de plusieurs marchés publics dont un, entre 2006 et 2014, avec la société Idéepole, filiale du groupe Bygmalion.
Il a plaidé coupable dans ce dossier et a été jugé dans le cadre d'une procédure de comparution sur reconnaissance préalable de culpabilité[37],[38].

### Liste des maires
| Période | Période                        | Identité                   | Étiquette         | Qualité |
| ------- | ------------------------------ | -------------------------- | ----------------- | --- |
| 1787    | 1790                           | Jacques Toulier            |                   | |
| 1790    | 1790                           | Louis Toulier              |                   | |
| 1790    | 1791                           | Jean-Baptiste Denis        |                   | |
| 1791    | 1794                           | Louis Doree                |                   | |
| 1794    | 1798                           | Philippe Valet             |                   | |
| 1798    | 1799                           | Jean-Baptiste Denis        |                   | |
| 1799    | 1821                           | François Cheochaux         |                   | |
| 1821    | 1830                           | Jean-Baptiste Javon        |                   | |
| 1830    | 1840                           | Théodore Davilliers        |                   | |
| 1840    | 1846                           | Jean-Henri Mazurier        |                   | |
| 1846    | 1868                           | Théodore Davilliers        |                   | |
| 1868    | 1874                           | Auguste Affre De St Rome   |                   | |
| 1874    | 1888                           | Louis-Auguste Bouresche    |                   | |
| 1888    | 1893                           | Louis Olivier              |                   | |
| 1893    | 1900                           | Jules Rocault              |                   | |
| 1900    | 1901                           | Alfred Nion                |                   | |
| 1901    | 1919                           | Léon Dheret                |                   | |
| 1919    | 1921                           | Henri Pozzi                |                   | |
| 1921    | 1925                           | Henri Sestre               |                   | |
| 1925    | 1926                           | Raoul Geoffroy             |                   | |
| 1926    | 1934                           | Jean-Marie Bonnot          |                   | |
| 1934    | 1936                           | Fernand Lebrun             |                   | |
| 1936    | 1944                           | Jules Camberlin            |                   | |
| 1944    | 1947                           | Désiré Moulin              | SFIO              | Représentant de commerce, Résistant |
| 1947    | 1953                           | François Bertin            |                   | |
| 1953    | 1959                           | Pierre Bocher              |                   | |
| 1959    | 1969                           | Général Philippe Ferrebœuf |                   | Conseiller général de Montmorency (1964 → 1967) Conseiller général de Soisy (1967 → 1970) |
| 1969    | 1971                           | Claude Chaumont            |                   | |
| 1971    | 1995                           | Roger Faugeron             | DVD               | Conseiller général de Soisy (1976 → 2001) |
| 1995    | En cours (au 1er juillet 2021) | Luc Strehaiano             | RPR puis UMP → LR | Conseiller général de Soisy (2001 → 2015) Conseiller départemental de Montmorency (2015 → ) Président de la CAVAM (2008 → 2015), puis de la CAPV (2016 → ) Président de la Commission nationale de vidéosurveillance (2002 → ? ) Réélu pour le mandat 2020-2026, |

### Jumelages et parrainages
Freiberg am Neckar (Allemagne) depuis 1984.
Soisy-sous-Montmorency est la ville marraine de l'Aldébaran, remorqueur de sonar de la Marine nationale depuis le 8 mai 2000.

## Équipements et services publics

### Eau et déchets
La commune est alimentée en eau par la station de traitement de Méry-sur-Oise, gérée par la société Veolia Environnement. L'eau potable à Montmorency est de très bonne qualité bactériologique, contenant peu de nitrates, étant peu fluorée et devenue relativement peu calcaire depuis la mise en place de la nanofiltration en 1999 à l'usine de distribution. L'eau distribuée est d'origine superficielle, provenant de la filtration des eaux de l'Oise,.

### Espaces publics
Soisy s’est vue remettre en novembre 1999 sa quatrième fleur au Concours des villes et villages fleuris, devenant à l'occasion la seule commune du département à posséder quatre fleurs. La commune est par ailleurs régulièrement récompensée depuis cette date.
La commune possède deux parcs et de nombreux espaces verts :
- Le parc du Val-Ombreux, qui comporte des jeux d’enfants, situé le long de l'avenue de Paris
- Le parc René-Bailly, rue du Puits-Grenet

La ville compte 23 ha d’espaces verts et soixante-trois points fleuris entretenus par dix-sept jardiniers municipaux[réf. nécessaire].

### Enseignement
Treize établissements scolaires publics dispensent l'enseignement à Soisy :[réf. nécessaire]
Cinq écoles maternelles, six écoles primaires et deux collèges (le collège Descartes et le collège Schweitzer). La commune possède également une école privée catholique (rue de la Fontaine-Saint-Germain).
La commune relève de l'académie de Versailles. Les écoles de la commune sont gérées par l’inspection générale de l'inspection départementale de l’Éducation nationale de Montmorency (103, avenue du Général-de-Gaulle 95160 Montmorency). La circonscription fait partie du bassin d'éducation et de formation d'Enghien-les-Bains.

### Équipements sportifs
Un centre nautique est réalisé en limite d'Andilly et de Soisy-sous-Montmorency. Il comprend trois bassins (un bassin de compétition de 25 m à 8 couloirs, un bassin de perfectionnement et un d'initiation et un « espace forme »). Les travaux ont été lancés en 2010. Le coût du bâtiment est évalué à 11,5 millions d'euros, et est notamment financé dans le cadre d'un contrat de territoire passé avec l'État, le Département et la Région.
L'équipement dénommé « la Vague », dont la mise en service est d'abord escomptée fin 2009, puis annoncée pour le 1er juillet 2011 est finalement inauguré le 25 juin 2011.
Au bord du terrain de football et d'athlétisme, se trouve la tête de « Roméo », un des quatre géants qui ont défilé dans Paris, le 9 juin 1998, pour marquer le début de la coupe du monde de football de 1998 en France. Exposée sur le parking d'un centre commercial à Moisselles, elle est remportée par le club de Soisy lors d'un tournoi de football dont elle a été le prix.

### Justice, sécurité, secours et défense
La commune fait partie de la juridiction d’instance de Montmorency, et de grande instance ainsi que de commerce de Pontoise,.

## Population et société
Les habitants sont appelés les Soiséens.

### Démographie
L'évolution du nombre d'habitants est connue à travers les recensements de la population effectués dans la commune depuis 1793. Pour les communes de plus de 10 000 habitants les recensements ont lieu chaque année à la suite d'une enquête par sondage auprès d'un échantillon d'adresses représentant 8 % de leurs logements, contrairement aux autres communes qui ont un recensement réel tous les cinq ans,.

En 2022, la commune comptait 18 068 habitants, en évolution de +0,12 % par rapport à 2016 (Val-d'Oise : +4 %, France hors Mayotte : +2,11 %).
| 1793 | 1800 | 1806 | 1821 | 1831 | 1836 | 1841 | 1846 | 1851 |
| ---- | ---- | ---- | ---- | ---- | ---- | ---- | ---- | ---- |
| 339  | 342  | 328  | 278  | 378  | 341  | 393  | 431  | 348  |

| 1856 | 1861 | 1866 | 1872 | 1876 | 1881 | 1886  | 1891  | 1896  |
| ---- | ---- | ---- | ---- | ---- | ---- | ----- | ----- | ----- |
| 389  | 468  | 698  | 777  | 870  | 938  | 1 023 | 1 109 | 1 289 |

| 1901  | 1906  | 1911  | 1921  | 1926  | 1931  | 1936  | 1946  | 1954  |
| ----- | ----- | ----- | ----- | ----- | ----- | ----- | ----- | ----- |
| 1 613 | 1 899 | 2 307 | 2 984 | 3 872 | 5 503 | 5 806 | 5 656 | 7 023 |

| 1962   | 1968   | 1975   | 1982   | 1990   | 1999   | 2006   | 2011   | 2016   |
| ------ | ------ | ------ | ------ | ------ | ------ | ------ | ------ | ------ |
| 11 803 | 14 552 | 16 260 | 15 894 | 16 597 | 16 802 | 17 483 | 17 531 | 18 046 |

| 2021   | 2022   | - | - | - | - | - | - | - |
| ------ | ------ | - | - | - | - | - | - | - |
| 18 008 | 18 068 | - | - | - | - | - | - | - |

### Manifestations culturelles et festivités
Tous les ans, la municipalité organise un repas à destination des séniors. Lors de ce repas, un spectacle est proposé[réf. nécessaire]

### Sports et loisirs
Le Rugby Club de Soisy Andilly Margency a été sacré champion d'Île-de-France de 1re Série 2008-2009. Après avoir terminé premier de sa poule (15 victoires, 3 défaites et 487 points marqués pour seulement 121 encaissés en 18 matches), le 10 mai 2009, le Rugby Club de Soisy Andilly Margency domine l'AJL Limay et remporte la finale sur le score de 12 à 06.
Le RCSAM accède ainsi à la Promotion d'Honneur, division dans laquelle le club commence la saison 2009-2010.
Lors de la saison 2009-2010, le RCSAM termine deuxième de sa poule et se qualifie ainsi pour le Championnat de France de Promotion d'Honneur, dont il atteindra les demi-finales.

### Cultes

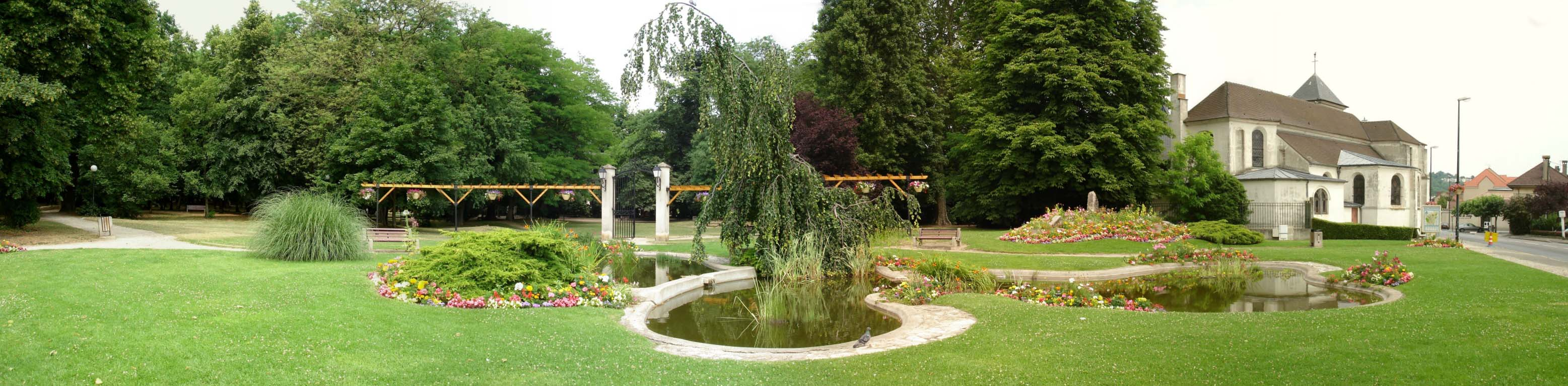
L'église Saint-Germain et le parc du Val-ombreux.

## Économie
Le gypse affleure à mi-hauteur de la butte-témoin portant la forêt de Montmorency : il s'agit de fait du plus important lit de gypse d'Europe. Au XIXe siècle, des carrières accompagnées de plâtrières apparaissent. Elles furent exploitées jusqu'à la fin du XXe siècle.
La Plâtrière Vieujot reprend à partir de 1947, la carrière du Pavé-Saint-Paul. Cette carrière dite du Trou-du-Loup n'est plus exploitée, mais la plâtrière continue son activité sur le site, ce qui ne manque pas de poser des problèmes environnementaux dans un cadre aujourd'hui très urbanisé.
Une importante entreprise de travaux publics, J.Fayolle et Fils (Chiffre d'affaires 2005 : 146 837 000 euros), est très liée à la ville, où elle possède son siège social. Un important dépôt est situé dans la zone artisanale de la commune, à la limite d'Andilly.
Un important centre commercial, « Les Deux Cèdres », se situe sur le territoire de la commune à la limite d'Eaubonne, comportant un hypermarché Auchan ainsi qu'une enseigne du bricolage (Bricorama), une jardinerie (Magasin Vert) et une galerie commerçante. À proximité immédiate, un autre centre commercial de dimension plus modeste comporte une moyenne surface commerciale (Leader Price) et quelques commerces indépendants.

## Culture locale et patrimoine

### Lieux et monuments

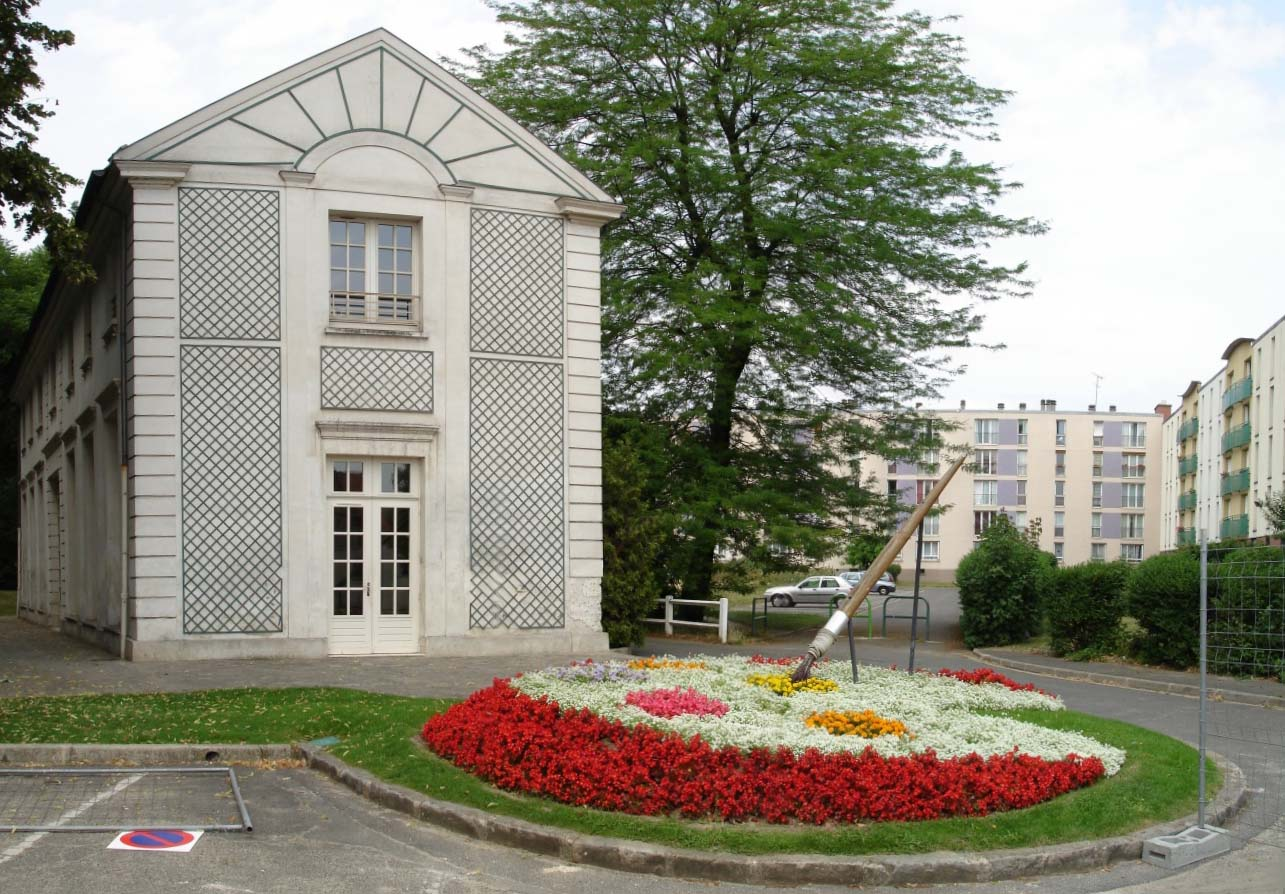
L'orangerie du Val-Ombreux.

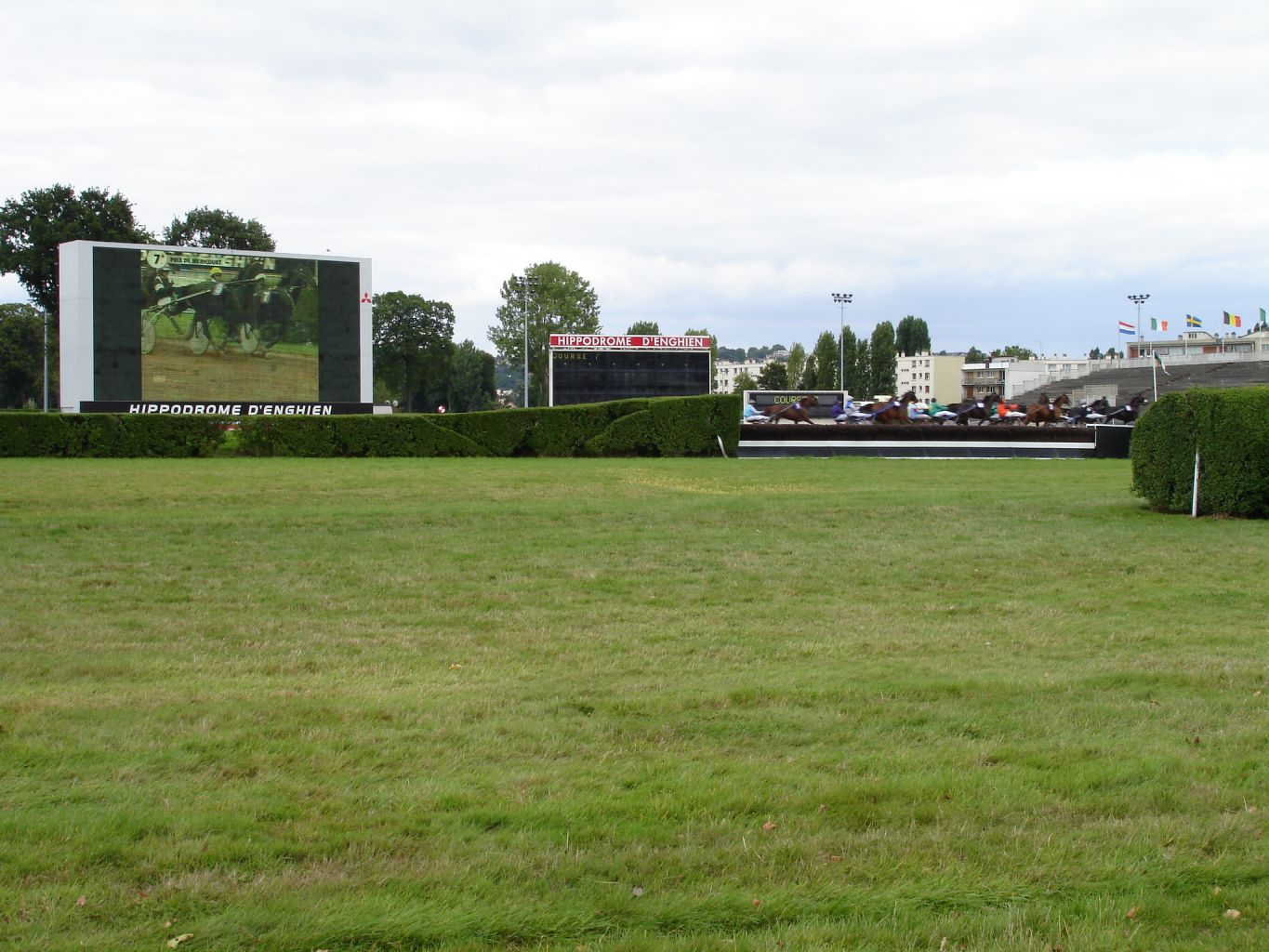
Courses à l'hippodrome d'Enghien-Soisy.

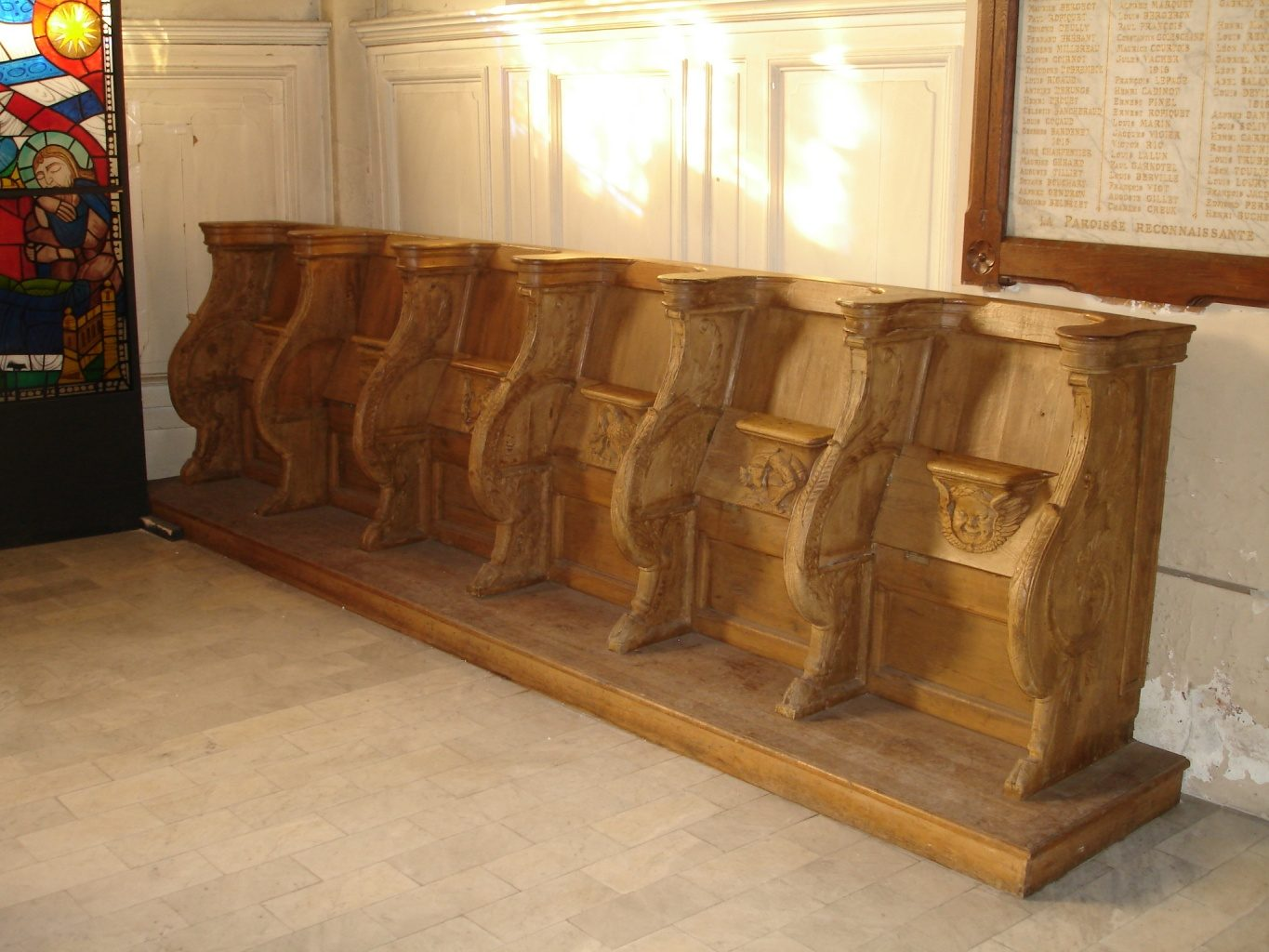
L'une des deux stalles classées.

Soisy ne compte aucun monument historique classé ou inscrit sur son territoire, mais une petite partie du site de la carrière du « Trou du loup » constitue un site classé. En revanche, les stalles de l'église sont classées.
On peut signaler : 
- Champ de courses d'Enghien-Soisy :

Situé avenue Kellermann (RD 109), l'hippodrome, d'une surface de 44 ha, se trouve presque entièrement sur la commune de Soisy-sous-Montmorency (96 % de sa surface, 4 % sur la commune d’Eaubonne), mais porte le nom de la commune voisine d'Enghien-les-Bains, bien plus célèbre alors.
L'activité hippique existe en ce lieu dès 1860, or ce n'est que le 15 avril 1879 que fut inauguré un véritable hippodrome. Exploité dès 1886 par la société sportive d'encouragement à sa création, puis acheté par celle-ci en 1921, une piste en dur y est édifiée en 1922.
Durant les deux conflits mondiaux, le champ de courses fut fermé.
Le premier Tiercé eut cet hippodrome pour cadre.
Il est géré depuis 1997 par le Cheval Français et spécialisé dans les courses de trot et d'obstacles.
La piste fut rénovée et un puissant éclairage permettant les courses en nocturne mis en place en 1986. Le Prix de l'Atlantique s'y déroule chaque mois d'avril.
Il porte depuis 1999 le nom officiel d'hippodrome d'Enghien-Soisy.
- Orangerie et parc du Val-Ombreux :

Située chemin de l'Orangerie, ce sont les seuls vestiges d'un des trois anciens châteaux de Soisy-sous-Montmorency, qui ont tous été démolis.
Le château du Val-Ombreux, bâti au XVIIIe siècle, fut quant à lui démoli en 1983 au bout d'une longue période d'abandon.
L'orangerie, également longtemps en piteux état, a été restaurée au début des années 1990 et est devenue le lieu de conférences et d'exposition de la commune. C'est un bâtiment de style classique assez sobre, de plan rectangulaire et avec un étage plus bas que le rez-de-chaussée.
Des bossages aux angles des murs et des treillis sur les murs pignons en constituent les principaux éléments d'ornementation.
Le parc du Val Ombreux comprend plusieurs espèces d’arbres peu communes dont certaines sont renseignés par de petits panneaux, et dont notamment un arbre aux mouchoirs (Davidia involucrata).
Église Saint-Germain :
Située rue Carnot, l'église, à la dédicace de saint Germain de Paris existait avant 1624 succédant peut-être à une chapelle des seigneurs de Soisy mentionnée en 1270. Elle a été reconstruite en 1757 dans un style classique, avec la façade principale donnant sur l'est et le chevet à l'ouest, contrairement à l'usage. La façade est tripartite et s'élève sur deux niveaux, et son agencement est proche des maisons bourgeoises de l'époque, exception faite du clocher qui se dresse sur la partie droite de la façade. Le corps central légèrement saillant est surmonté par un fronton triangulaire et percé d'une baie plein cintre en dessus du portail en anse de panier. Les pilastres qui cantonnent les trois segments de la façade ne sont qu'esquissés. Sur la gauche se trouve un niche avec statue au niveau du rez-de-chaussée, et une fenêtre rectangulaire bouchée à l'étage. À droite, une baie plein cintre remplace la niche, et la fenêtre au premier étage n'est que partiellement murée. Le clocher, seul vestige de la construction antérieure de 1536, constitue le second étage. Il est ajouré d'une baie abat-son en anse de panier par face, et coiffé d'un toit à quatre versants. Contrairement à ce que suggère la façade, les bas-côtés n'atteignent pas la même hauteur que la nef centrale, qui se termine par un court chœur à chevet plat. La nef communique avec ses bas-côtés par des arcades plein cintre, et l'ensemble de l'église est voûté en berceau avec doubleaux. Les sections des voûtes au-dessus des arcades sont évasées,. Les stalles du XVIe siècle, provenant probablement de l'édifice antérieur, sont classées monuments historiques depuis le 4 décembre 1914. Le cimetière qui entourait originellement l'édifice a été déplacé en 1850. L'église a été agrandie par une extension moderne en 1968 par adjonction d’une vaste « nef » de 800 places qui s’ouvre derrière les arcades du bas-côté droit de la nef originelle. La nouvelle église se retrouve orientée au nord. À noter l’inscription de la devise républicaine « Liberté, Égalité, Fraternité » inscrite au fronton de l’église à la Révolution.
À l’intérieur, un chemin de mosaïques rythme au sol la progression dans l’église. Bien que paraissant très anciennes, elles datent de l’agrandissement de 1968.

### Soisy-sous-Montmorency dans les arts et la culture
Au moins un film a été tourné à Soisy. On peut citer :
- Le Gentleman d'Epsom (1962) de Gilles Grangier avec Jean Gabin et Jean Lefebvre.

### Personnalités liées à la commune
Classement par ordre alphabétique
- Christophe Agnolutto (1969-), ancien coureur cycliste, y est né ;
- Raymond (1914-2012) et Lucie Aubrac (1912-2007) avec leurs enfants ont également habité pendant près de vingt ans à Soisy, à l'angle de l'avenue de Paris et de la rue Carnot. Leur propriété est devenue depuis une station service[74]. Ils reçurent également le président vietnamien Hô Chi Minh, venu négocier à Paris en 1946[75]. Lucie Aubrac avait en un temps prêté son « pigeonnier » aux louveteaux ;
- Ludwig Briand (né en 1981), acteur, y est né ;
- Fred Burguière (1976-), membre du groupe Les ogres de Barback y est né;
- Aristide Briand (1862-1932), homme politique français, y vécut ;
- Lyne Chardonnet (1943-1980), actrice au physique et au talent prometteur, mais dont la maladie abrégea la carrière est inhumée dans le cimetière ;
- Olivier Cotte (1963-), scénariste, réalisateur, historien du cinéma, y est né ;
- Antoine Daniel (1989-), streameur, vidéaste web, monteur et comédien, y a vécu ;
- Julien Dechavanne (1989-), rugbyman, y est né ;
- Georges Delerue (1925-1992), compositeur de musique de cinéma, y vécut ;
- Busta Flex (1977-), rappeur, y est né ;
- Roxane Fournier (1991-), coureuse cycliste, y est née ;
- Édith Girard (1949-2014), architecte, y est née ;
- Charles Godefroy (1888-1958), aviateur, finit sa vie à Soisy. Il commit l'exploit de passer en avion sous l'Arc de Triomphe à Paris le 7 août 1919. C'est l'unique fois qu’un pilote réussit ainsi à passer sous un monument parisien avec succès. Une rue de la commune porte son nom et une stèle y a été installée[76] ;
- Jeanne Goupil (1950), actrice, y est née ;
- Pascal Janin (1956-) joueur puis entraineur de football au stade brestois notamment ;
- Alexandre Lagoya (1929-1999) et Ida Presti (1924-1967), tous deux guitaristes de renom international, y vécurent ;
- Jean-Christophe Lagleize (1954), évêque de Metz y est né ;
- Éric Lartigau (1964-) réalisateur ;
- Yann Le Cun (1960-) chercheur en intelligence artificielle, Lauréat du prix Turing ;
- Madeleine Malonga (1993-), judokate, y est née ;
- Adrian Mannarino (1988-), joueur de tennis professionnel, y est né ;
- Mistinguett, Jeanne Bourgeois de son vrai nom (1875-1956), artiste de Music-Hall, y passa son enfance ;
- Dominique-Charles Nicolle (uk) (1758-1835), abbé, pédagogue, enseignant, recteur d'académie, confesseur de Louis XVIII, fondateur du lycée Richelieu à Odessa y est décédé ;
- Christian Noyer (1950-), gouverneur de la Banque de France y est né ;
- Emmanuel Renaut (1968-), chef cuisinier, MOF 2004, Flocons de sel à Megève ;
- Louis Saha (1978-), joueur de l'équipe de France de football lors de la Coupe du monde 2006 (FC Soisy-Andilly-Margency);
- Stendhal (1783-1862), écrivain a séjourné à Soisy-sous-Montmorency[77].

### Héraldique
| Blason de Soisy-sous-Montmorency | Blason  | D'argent aux trois bandes d'azur, au chef du même. |
| Blason de Soisy-sous-Montmorency | Détails |                                                    |

## Pour approfondir